# Aline Valangin
Aline Valangin, née le 9 février 1889 à Vevey et morte le 9 avril 1986 à Ascona, est une écrivaine, pianiste et psychothérapeute suisse.

## Biographie
Elle suit une formation de pianiste au Conservatoire de Lausanne dès 1904, avant de s’installer en tant que professeure de piano et traductrice à Zurich en 1915. Elle y suit les cours de Carl Gustav Jung, dont elle sera aussi l'assistante avant de travailler comme psychothérapeute. 
Elle écrit des romans et poèmes en français et en allemand, ainsi que des récits sur le val Onsernone,.

## Vie privée
Son grand-père est le journaliste Élie Ducommun, un des fondateurs de la Ligue de la paix et de la liberté et des organisateurs du Congrès de la paix et de la liberté de Genève en 1867, co-lauréat du prix Nobel de la paix en 1902 pour son action au Bureau international de la paix. En 1917 elle épouse l'avocat et antiquaire juif Vladimir Rosenbaum (1894-1984), avec qui elle vit au Baumwollhof de Zurich, qui devient un lieu de rencontre pour auteurs et artistes. Dans leur résidence d’été La Barca, à Comologno dans le canton du Tessin, ils accueillirent de nombreux émigrés, notamment Kurt Tucholsky, Ernst Toller et Ignazio Silone. Elle l'aide à publier Fontamara. Elle divorce en 1940 et s'installe définitivement à Ascona, dans le Tessin, où elle exerce en tant que psychothérapeute jungienne. Elle se remarie en 1954 avec le compositeur suisse d'origine russe Wladimir Vogel.

## Publications
- Dictées (Gedichte), éditions Sagesse, Paris 1936
- Geschichten vom Tal, Girsberger, Zürich 1937
- L'Amande clandestine (Gedichte), éditions GLM, Paris 1939
- Tessiner Novellen, Girsberger, Zürich 1939
- Die Bargada. Eine Chronik, Büchergilde Gutenberg, Zürich 1940
- Casa Conti. Roman, Hallwag, Bern 1941
- Victoire oder Die letzte Rose. Roman, Steinberg, Zürich 1946
- Reflets (Gedichte), écrivains réunis, Lyon 1956
- Raum ohne Kehrreim / Espace sans refrain. Gedichte. Mit drei Scherenschnitten von Hans Arp, Tschudy (Die Quadrat-Bücher 23), St. Gallen 1961
- Traumschalmei. Göttinnen – Einkehr – Der Stylit. Gedichte, Karlsruher Bote, Karlsruhe 1969
- Tagebuch aus Israel. Gedichte, Karlsruher Bote, Karlsruhe 1970
- Aussagen. Gedichte, Karlsruher Bote, Karlsruhe 1971
- Vers et revers (Gedichte), Latvia, o.O. 1978
- Die Silberflöte. Zwei psychologische Tessiner Novellen, Sisyphos, Zürich 1980
- Dorf an der Grenze, Limmat, Zürich 1982